# Weきゃん
『Weきゃん』（ウィーきゃん）は、2003年4月から2007年3月まで岐阜放送で毎週金曜 21:00 - 21:54に生放送されていた生活情報バラエティ番組。岐阜放送の公式サイトでは「We'きゃん」や「We”きゃん」などの表記が用いられていたが、表記は統一されていなかった。

## 出演者
- 黒川慶一
- 古林千明（当時岐阜放送アナウンサー）
- 加藤潤子（当時岐阜放送アナウンサー）
- 岡本愛
- 林美千代